# 바베이도스의 국장

바베이도스의 국장

바베이도스의 국장은 1966년에 제정되었다. 국장 가운데에 그려져 있는 금색 방패에는 피쿠스 시트리폴리아와 채살피니아 풀체리마가 그려져 있으며 방패 위에는 사탕수수로 만든 두 개의 막대기를 X자 모양으로 잡고 있는 바베이도스인의 팔이 그려져 있다.
방패 왼쪽에는 마히마히가 그려져 있으며 방패 오른쪽에는 펠리컨이 그려져 있다. 국장 아래에 있는 두루마리에는 바베이도스의 나라 표어인 "긍지와 근면"("Pride and Industry")이 영어로 쓰여져 있다.

## 같이 보기
- 바베이도스의 국기